# Províncias Unidas Italianas
```
   |-
       |
Erro:
:  
valor não especificado para "
nome_comum
"
```

Províncias Unidas Italianas  (em italiano:  Provincie Unite Italiane, em italiano moderno: Province Unite Italiane) foi um estado de curta duração do (uma república), que foi criado em 1831, em alguns territórios dos Estados Pontifícios (Romagna, Marche e Umbria) e nos Ducados de Parma e Modena.
Ele existiu de 5 de fevereiro (após o levante popular em Bolonha, quando o poder temporal do Papa e o poder do duques de Emília foram declaradas como revogados) até 26 de abril, o dia em que a cidade de Ancona foi tomada pelos tropas da Austría.

## Governo
A Constituição Províncias Unidas Italianas foi aprovada no dia 4 de Março pela Assembleia nacional. O poder executivo foi investido em:
- Giovanni Vicini, Presidente
- Leopoldo Armaroli, Ministro da Justiça
- Terenzio Tortorina della Rovere, Ministro do Interior
- Lodovico Sturiani, Ministro das Finanças
- Cesare Bianchetti, Ministro dos Negócios Estrangeiros
- Geral Pier Damião Armandi, Ministro da Guerra e da Marinha
- Pio Sarti, Ministro da Polícia
- Francesco Orioli, Ministro da Educação Pública

## História
O governo revolucionário das Províncias Unidas Italianas caiu em 26 de abril de 1831. Ele foi derrubado por tropas austríacas enviado para auxiliar o Papa e os duques emilianos.